# Лопес Арсе, Альберто
Альбе́рто Ло́пес А́рсе (исп. Alberto López Arce, 23 апреля 1907 — ?) — кубинский шахматист.
В составе сборной Кубы участвовал в шахматной олимпиаде 1939 года. Выступая на 2-й доске, сыграл 15 партий, из которых выиграл одну (у П. Вайтониса) и ещё три свёл вничью. Наиболее известен по участию в резонансном инциденте, произошедшем в матче Франция — Куба, который игрался в 11-м туре. Лидер кубинской сборной Х. Р. Капабланка, который претендовал на 1-е место в турнире лидеров команд, уклонился от встречи со своим историческим противником А. А. Алехиным (Капабланке предстояло играть чёрными). Против действующего чемпиона мира на 1-й доске играл Лопес Арсе. Алехин был в ярости и принудил противника к сдаче уже на 25-м ходу. В результате Капабланке удалось опередить Алехина за счёт лучшего результата, показанного в финальном турнире. Аналогичный «манёвр» был осуществлен кубинцами ещё раньше: в 6-м туре финала в матче с Эстонией, когда Капабланка избежал встречи с П. П. Кересом, хотя в групповом турнире сыграл с ним вничью.

## Комментарии
1. ↑  Матч закончился со счетом 2 : 2 без ничьих (Алехин — Лопес Арсе 1 : 0; Алеман — Громер 0 : 1; В. Кан — Бланко 0 : 1; Планас — Рометти 1 : 0. Любопытно, что во всех партиях борьба завершилась не позднее 25-го хода.